# Schaan
Schaan (Schaa nel dialetto locale alemannico) è il comune più popoloso del principato del Liechtenstein con 5 998 abitanti.

## Infrastrutture e trasporti
Nel comune si trovano due delle quattro stazioni ferroviarie dello stato (Schaan-Vaduz, situata a 3,5 km dalla capitale, e Forst Hilti, nei pressi dell'azienda Hilti). Vengono gestite dalle Ferrovie Austriache. Le stazioni sono servite da 22 collegamenti giornalieri, 11 per ognuno dei due stati confinanti, tramite la linea internazionale che collega Buchs (Svizzera) a Feldkirch (Austria).

## Società

### Evoluzione demografica
Abitanti censiti